# Alexis Wright
Alexis Wright (25 de noviembre de 1950) es una escritora australiana indígena, en el 2006 alcanzó fama por ganar el Premio Miles Franklin por su novela Carpentaria y en el 2018 ganó el premio Stella por su "memoria colectiva" de Leigh Bruce "Tracker" Tilmouth.

## Orígenes y activismo
Alexis Wright es una activista por los derechos sobre la tierra originalmente del pueblo Waanyi en las tierras altas del sur del golfo de Carpentaria. El padre de Wright, un ganadero blanco, falleció cuando ella tenía 5 años de edad y ella se crio en Cloncurry, Queensland, con su madre y su abuela.
Cuando a mediados del 2007 se implementa la Intervención al Territorio del Norte impulsada por el gobierno de Howard a mediados del 2007, Wright pronuncia un discurso de 10 000 palabras, auspiciado por International PEN, en el cual su identificación con un ethos de miedo nacional en Australia fue difundido por los medios de comunicación como una caracterización de los sentimientos de los pueblos indígenas asociados con la Intervención.

## Carrera literaria
El primer libro de Alexis Wright, la novela Plains of Promise (Llanuras de promesa), fue publicada en 1997, fue nominada a varios premios literarios y ha sido reimpresa varias veces por University of Queensland Press.
Wright también es la autora de varias obras sobre historia: Take Power, sobre la historia del movimiento por los derechos sobre la tierra, fue publicado en 1998, y Grog War sobre la introducción de la restricción al consumo de alcohol en Tennant Creek, fue publicado en 1997.
Le llevó dos años concebir su segunda novela, Carpentaria, y más de seis años escribirla. Por esta novela se le otorga el Premio Miles Franklin en junio del 2007, el Premio de Libro de Ficción del 2007 en los Premios Literarios del Gobierno de Queensland, la Medalla Dorada ALS, y el Premio Vance Palmer de Ficción.
El libro más reciente de Wright, Tracker es un tributo al economista australiano Tracker Tilmouth, fue publicado en el 2017. Es una obra de naturaleza biográfica caracterizada por ser poco convencional y complicada, Por Tracker también gana el Premio Stella en el 2018. Según expresó Ben Etherington: "Es una obra de alcance y dimensiones épicas, que va a lograr que una leyenda de la política australiana se preserve como mito." También por esta novela gana la Medalla Magarey por Biografía.

## Carrera académica
Wright es una Investigadora Senior de la Western Sydney University.
Wright es miembro del proyecto de investigación del Australian Research Council titulado "Otros Mundos: Formas de Literatura del Mundo". Impulsada por el éxito de Tracker, el tema de su proyecto es las distintas formas de tradiciones orales aborígenes.
En el 2017, Wright ue designada para ocupar la Bisbouvier Chair de Literatura Australiana en la Universidad de Melbourne.